# Speechless
"Speechless" je pjesma američke pjevačice Ciare, objavljena kao drugi singl s njezinog četvrtog albuma "Basic Instinct". Singl je izdan 7. rujna 2010. u SAD-u. Originalnu verziju pjesme Ciara pjeva s The-Dreamom, a na singl verziji Dream pjeva samo prateće vokale.

## Pozadina i suradnja
U rujnu 2009. godine The-Dream je rekao kako je cijelo ljeto s Ciarom radio na njezinom četvrtom albumu. Također je imenovao pjesmu "Speechless" kao jednu od onih za koje se nada da će biti na albumu.